# Documenti del Concilio Vaticano II

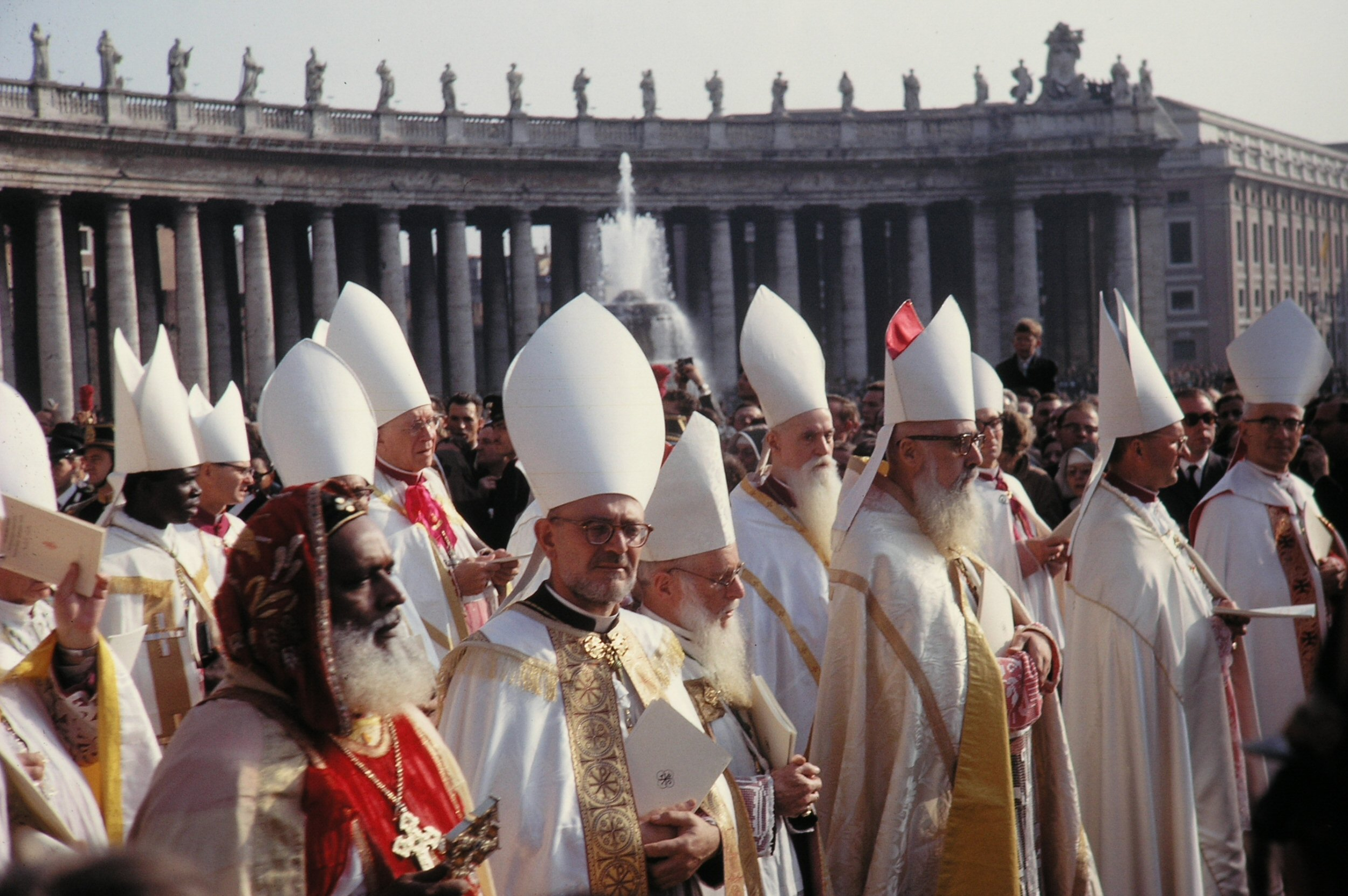
Cardinali e vescovi radunati in piazza San Pietro durante l'apertura del Concilio Vaticano II

I documenti del Concilio Vaticano II sono tutti i testi pubblicati dal Concilio Vaticano II, attualmente ultimo fra i concili ecumenici riconosciuti dalla Chiesa cattolica.
Essi si distinguono in 4 costituzioni, 9 decreti e 3 dichiarazioni.

## Costituzioni
- Sacrosanctum Concilium sulla Liturgia (4 dicembre 1963)
- Lumen Gentium sulla Chiesa (21 novembre 1964)
- Dei verbum sulla Parola di Dio (18 novembre 1965)
- Gaudium et Spes sulla Chiesa nel mondo contemporaneo (7 dicembre 1965)

## Decreti
- Ad Gentes sull'attività missionaria della Chiesa (7 dicembre 1965)
- Presbyterorum Ordinis sul ministero e la vita dei presbiteri (7 dicembre 1965)
- Apostolicam Actuositatem sull'apostolato dei laici (18 novembre 1965)
- Optatam Totius sulla formazione sacerdotale (28 ottobre 1965)
- Perfectae Caritatis sul rinnovamento della vita religiosa (28 ottobre 1965)
- Christus Dominus sull'ufficio pastorale dei vescovi (28 ottobre 1965)
- Unitatis Redintegratio sull'ecumenismo (21 novembre 1964)
- Orientalium Ecclesiarum sulle chiese orientali (21 novembre 1964)
- Inter Mirifica sui mezzi di comunicazione sociale (4 dicembre 1963)

## Dichiarazioni
- Gravissimum Educationis sull'educazione cristiana (28 ottobre 1965)
- Nostra Aetate sulle relazioni con le religioni non cristiane (28 ottobre 1965)
- Dignitatis Humanae sulla libertà religiosa (7 dicembre 1965)